# Al-Baydha
Al-Baydà, al-Baydha o el-Beiza (àrab: البيضاء, al-Bayḍāʾ, literalment ‘la Blanca’) és una ciutat del Iemen. Té uns 3.000 habitants. Abans de l'islam el seu nom era Naixq i va estar associada a l'estat de Nashan. És un jaciment arqueològic molt important. La ciutat va subsistir a l'enfonsament de les ciutats minees del Djawf Ibn Nasir al final del segle i aC o inicis del segle i dC, i va passar a formar part del regne de Sabà i Dhu-Raydan (Himyar), prosperant als segles ii i iii. Entre el segle iv i el V dC la ciutat fou abandonada per causes desconegues. Fou la capital de la confederació dels Banyar. Va pertànyer al soldanat de Rassas i després la confederació tribal va esdevenir independent de facto, però el Iemen en reclamava la sobirania. El 1903 els britànics, per un tractat amb un dels emirs de la comarca, van considerar la zona sota el seu control, i vint anys després fou inclosa en el govern de l'emirat de Beihan, creat pels britànics amb diverses zones tribals posades sota sobirania de l'emir del tractat. El 1934 la delimitació fronterera amb el territori sota influència britànica del Protectorat Occidental d'Aden, la va deixar dins aquest. Va esdevenir formalment part del protectorat el 1944. Fou part del Iemen del Sud del 1967 al 1990.
A al-Baydà es va trobar una de les anomenades Banat Ad («Filles d'Ad»), amb pilars decorats en incisió i baixos relleus, d'inspiració mesopotàmica, que també existeixen a Ma'in, Kharibat Hamdan, Kamna i al-Sawda, datats a l'inici del primer mil·lenni aC.